# Allidiostoma strobeli
Allidiostoma strobeli är en skalbaggsart som beskrevs av Steinheil 1872. Allidiostoma strobeli ingår i släktet Allidiostoma och familjen Hybosoridae. Inga underarter finns listade i Catalogue of Life.